# Warszawa-Ursus
Ursus (nghĩa đen: "Gấu") là một trong các quận của Warsaw, thủ đô Ba Lan. Giữa thời kỳ 1952 và 1977, đây là một thành phố riêng. Cho đến năm 1854, nó được gọi là Czechowice.
Khu vực ngày nay là quận Ursus là 3 làng trong thế kỷ 14: Czechowice, Skorosze và Szamoty (sau này gọi là Gołąbki).
Cuộc công nghiệp hóa thế kỷ 20 đã thay đổi diện mạo 3 làng này và nó đã trở thành đô thị đầu thập niên 1920.
Năm 1952 Czechowice, Skorosze và Szamoty được nhập vào tàhnh một thành phố với tên Czechowice, và năm 1954 đổi tên thành Ursus.
Ngày 1 tháng 8 năm 1977, Ursus nhập vào Warsaw làm một phần của quận Ochota.
Từ ngày 1 tháng 1 năm 1993, Ursus  trở thành một quận riêng.

### Hiện nay
Ursus là một trong các quận nhỏ nhất của Warszawa. Quận này cũng có tỷ lệ tội phạm thấp nhất.
52°11′34″B 20°53′23″Đ / 52,19278°B 20,88972°Đ